# هارولد کرامر
هارولد کرامر (انگلیسی: Harald Krämer؛ زادهٔ ۱۳ فوریهٔ ۱۹۶۴) بازیکن فوتبال اهل آلمان است.
از باشگاه‌هایی که در آن بازی کرده‌است می‌توان به باشگاه فوتبال رید، باشگاه فوتبال اشتورم گراتس، باشگاه فوتبال هانزا روستوک، باشگاه فوتبال آینتراخت فرانکفورت، و باشگاه فوتبال کمنیتس اشاره کرد.
وی همچنین در تیم ملی فوتبال زیر ۲۱ سال آلمان بازی کرده‌است.